# Župnija Sv. Lovrenc nad Štorami
Župnija Sv. Lovrenc nad Štorami je rimskokatoliška teritorialna župnija dekanije Celje škofije Celje.

## Zgodovina
Župnija je bila ustanovljena 1. novembra 1997, prej je kraj spadal pod župnijo Teharje.
Do 7. aprila 2006, ko je bila ustanovljena škofija Celje, je bila župnija del celjskega naddekanata škofije Maribor.